# Montse Amenós i García
Montse Amenós i García (Barcelona, 1954) és escenògrafa i figurinista. Llicenciada en Art Dramàtic, va estudiar a l'Institut del Teatre de Barcelona. Començà a treballar l'any 1975, i, fins al 1995 va formar equip amb Isidre Prunés amb qui signà tots els treballs d'aquestes dues dècades. La seva activitat s'ha desenvolupat principalment al teatre, però també ha participat en pel·lícules, disseny d'exposicions i museus, i publicitat. Com a docent ha estat professora a l'Institut del Teatre, a Eina, a ESDI i a l'IDEP, en les especialitats de muntatges efímers i disseny de vestuari per l'espectacle. Ha treballat amb la majoria de directors i directores del país, i la seva feina ha estat reconeguda amb nombrosos premis.

## Treballs
- 1978 - Antaviana de la companyia Dagoll Dagom (escenografia i vestuari)[3]
- 1982 - La nit de sant Joan de la companyia Dagoll Dagom (escenografia i vestuari)[4]
- 1982 - Marat Sade. direcció: Pere Planella (escenografia i vestuari)[5]
- 1983 - Glups! de la companyia Dagoll Dagom (escenografia i vestuari)[6]
- 1986 - El Mikado de la companyia Dagoll Dagom (escenografia i vestuari)[7]
- 1986 - El tango de Don Joan. direcció: Jerome Savary (vestuari)[8]
- 1988 - Mar i Cel de la companyia Dagoll Dagom (escenografia i vestuari)[9]
- 2007 - El Llibertí. direcció: Joan Lluís Bozzo (escenografia i vestuari)[10]
- 2012 - My Fair Lady. direcció: Jaime Azpilicueta (escenografia)[11]
- 2016 - Scaramouche de la companyia Dagoll Dagom (vestuari)[12]

## Premis
- Premi Nacional d'Escenografia 1986[13]
- Premi Nacional de Cinema de la Generalitat de Catalunya al millor tècnic 1988 per Daniya[14]
- Premi Goya al millor disseny de vestuari 1990 per El Niño de la Luna
- Premi “Els millors de 1997” dels espais escènics municipals de Tarragona a la millor escenografia per L'Auca del Senyor Esteve
- Premi Joseph Caudí a la millor escenografia 2001 de la ADE (Asociación de Directores de Escena de España) per Solness, el Constructor
- Premi Joseph Caudí a la millor escenografia 2004 de la ADE per Noche de Reyes sin Shakespeare
- Premi Max a la millor escenografia 2006 per Mar i Cel
- Premi Butaca 2007 al millor vestuari per El Llibertí
- Premi Butaca 2011 al millor vestuari per Nit de Sant Joan
- Premi a la millor escenografia al Festival Feten 2012 de Gijón